# Śliwiec
Śliwiec, rozpestlin, spondia (Spondias) – rodzaj drzew z rodziny nanerczowatych. Obejmuje 18 gatunków. Rośliny te występują w południowo-wschodniej Azji, na Madagaskarze i w międzyzwrotnikowej części kontynentów amerykańskich. 

## Morfologia
PokrójDrzewa zimozielone o wysokości do 25 m.
LiścieSkrętoległe, ogonkowe, nieparzystopierzaste, złożone z 9–21 lancetowatych lub jajowatoeliptycznych listków, całobrzegich lub ząbkowanych.
KwiatyDrobne, niepozorne, żółte lub białe. Zebrane są w wiechowate kwiatostany. Kwiaty 4- lub 5-krotne, obupłciowe lub funkcjonalnie jednopłciowe. Pręcików 8–10. Zalążnia 4- lub 5-komorowa, z pojedynczymi zalążkami w komorach. Szyjka słupka jedna, ew. 4 lub 5.
OwocSoczysty pestkowiec z drewniejącym endokarpem.

## Systematyka
Pozycja systematyczna według Angiosperm Phylogeny Website (aktualizowany system APG IV z 2016)
Jeden z rodzajów rodziny nanerczowatych (Anacardiaceae) w rzędzie mydleńcowców Sapindales w obrębie kladu różowych.
Wykaz gatunków
- Spondias admirabilis J.D.Mitch. & Daly
- Spondias bahiensis P.Carvalho, Van den Berg & M.Machado
- Spondias bipinnata Airy Shaw & Forman
- Spondias dulcis Parkinson – śliwiec słodki
- Spondias expeditionaria J.D.Mitch. & Daly
- Spondias globosa J.D.Mitch. & Daly
- Spondias macrocarpa Engl.
- Spondias malayana Kosterm.
- Spondias mombin L. – śliwiec mombin
- Spondias novoguineensis Kosterm.
- Spondias pinnata (L.f.) Kurz – śliwiec pierzasty
- Spondias purpurea L. – śliwiec purpurowy
- Spondias radlkoferi Donn.Sm.
- Spondias tefyi J.D.Mitch., Daly & Randrian.
- Spondias testudinis J.D.Mitch. & Daly
- Spondias tuberosa Arruda – śliwiec umbu
- Spondias venulosa (Mart. ex Engl.) Engl.
- Spondias xerophila Kosterm.